# Puig (Gurb)
Puig és una masia de Gurb (Osona) inclosa a l'Inventari del Patrimoni Arquitectònic de Catalunya.

## Descripció
Edifici civil. Masia de planta rectangular coberta a dues vessants, la façana és perpendicular al carener i consta de planta baixa i dos pisos. A la part dreta de la façana i formant angle recte amb el mas s'hi adossa un cos de porxos. Fent espona al portal hi ha un pujador de cavalls, un recipient per a posar oli de força interès. Un mur tanca la lliça i les dependències agrícoles que es troben davant del mas. Les finestres de les parets laterals de la casa tenen un sobrearc.
Està construïda de lleves de pedra i morter. Els elements de ressalt són de pedra. L'estat de conservació és bo.

## Història
Antiga masia, els habitants de la qual conserven el llinatge d'ençà del 1170, per bé que varen perdre el cognom en casar-se una pubilla de la casa amb un tal Puigrafagut. Fou aquest qui realitzà les reformes més notables a la casa, segons indiquen les llindes dels portals.
Portal d'entrada: Josep Jacob Puigrafegut 1858.
L'any 1870 s'annexionen els porxos i al 1891 es basteix una font a la lliça.